# Tomáš Malec
Tomáš Malec (* 13. května 1982, Skalica) je bývalý slovenský profesionální hokejový obránce a reprezentant se zkušenostmi z NHL, který odehrál v české extralize přes 700 utkání, z toho většinu za tým HC Kometa Brno, s nímž získal dva mistrovské tituly.

## Ocenění a úspěchy
- 2001 CHL – All-Rookie Tým
- 2001 QMJHL – All-Rookie Tým
- 2001 QMJHL – Raymond Lagacé Trophy
- 2003 AHL – All-Star Game

## Prvenství
- Debut v NHL – 15. prosince 2002 (Minnesota Wild proti Carolina Hurricanes)
- První asistence v NHL – 15. prosince 2002 (Minnesota Wild proti Carolina Hurricanes)

## Klubová statistika
| Sezóna       | Klub                    | Soutěž       |     | Základní část | Základní část | Základní část | Základní část | Základní část |   | Play off | Play off | Play off | Play off | Play off |
| Sezóna       | Klub                    | Soutěž       | Z   | G             | A             | B             | TM            | Z             | G | A        | B        | TM       |          |          |
| 2000–01      | Rimouski Océanic        | QMJHL        | 64  | 13            | 50            | 63            | 198           | 11            | 0 | 11       | 11       | 26       |          |          |
| 2001–02      | Rimouski Océanic        | QMJHL        | 51  | 14            | 32            | 46            | 164           | 7             | 3 | 1        | 4        | 10       |          |          |
| 2001–02      | Lowell Lock Monsters    | AHL          | —   | —             | —             | —             | —             | 4             | 0 | 0        | 0        | 4        |          |          |
| 2002–03      | Carolina Hurricanes     | NHL          | 41  | 0             | 2             | 2             | 43            | —             | — | —        | —        | —        |          |          |
| 2002–03      | Lowell Lock Monsters    | AHL          | 30  | 0             | 4             | 4             | 50            | —             | — | —        | —        | —        |          |          |
| 2003–04      | Lowell Lock Monsters    | AHL          | 74  | 7             | 13            | 20            | 101           | —             | — | —        | —        | —        |          |          |
| 2003–04      | Carolina Hurricanes     | NHL          | 2   | 0             | 0             | 0             | 2             | —             | — | —        | —        | —        |          |          |
| 2004–05      | Cincinnati Mighty Ducks | AHL          | 66  | 4             | 14            | 18            | 104           | 6             | 0 | 2        | 2        | 10       |          |          |
| 2005–06      | Binghamton Senators     | AHL          | 79  | 1             | 27            | 28            | 118           | —             | — | —        | —        | —        |          |          |
| 2005–06      | Ottawa Senators         | NHL          | 2   | 0             | 0             | 0             | 2             | —             | — | —        | —        | —        |          |          |
| 2006–07      | Binghamton Senators     | AHL          | 33  | 1             | 12            | 13            | 35            | —             | — | —        | —        | —        |          |          |
| 2006–07      | Ottawa Senators         | NHL          | 1   | 0             | 0             | 0             | 0             | —             | — | —        | —        | —        |          |          |
| 2006–07      | Bridgeport Sound Tigers | AHL          | 43  | 2             | 7             | 9             | 44            | —             | — | —        | —        | —        |          |          |
| 2007–08      | HC Oceláři Třinec       | ČHL          | 52  | 5             | 4             | 9             | 88            | 8             | 0 | 0        | 0        | 37       |          |          |
| 2008–09      | HC Oceláři Třinec       | ČHL          | 51  | 3             | 15            | 18            | 121           | 5             | 0 | 1        | 1        | 18       |          |          |
| 2009–10      | HC Oceláři Třinec       | ČHL          | 52  | 4             | 15            | 19            | 60            | 5             | 1 | 1        | 2        | 30       |          |          |
| 2010–11      | HC Kometa Brno          | ČHL          | 50  | 3             | 6             | 9             | 62            | —             | — | —        | —        | —        |          |          |
| 2011–12      | HC Kometa Brno          | ČHL          | 52  | 0             | 6             | 6             | 68            | 20            | 1 | 5        | 6        | 44       |          |          |
| 2012–13      | HC Kometa Brno          | ČHL          | 48  | 3             | 6             | 9             | 52            | —             | — | —        | —        | —        |          |          |
| 2013–14      | Piráti Chomutov         | ČHL          | 30  | 1             | 4             | 5             | 67            | —             | — | —        | —        | —        |          |          |
| 2014–15      | HC Kometa Brno          | ČHL          | 27  | 0             | 1             | 1             | 22            | 12            | 2 | 2        | 4        | 10       |          |          |
| 2014–15      | HC Vítkovice Steel      | ČHL          | 20  | 0             | 5             | 5             | 10            | —             | — | —        | —        | —        |          |          |
| 2015–16      | HC Kometa Brno          | ČHL          | 51  | 0             | 3             | 3             | 68            | 4             | 0 | 1        | 1        | 31       |          |          |
| 2016–17      | HC Kometa Brno          | ČHL          | 51  | 0             | 5             | 5             | 68            | 14            | 1 | 0        | 1        | 22       |          |          |
| 2017–18      | HC Kometa Brno          | ČHL          | 42  | 2             | 4             | 6             | 44            | 14            | 0 | 1        | 1        | 34       |          |          |
| 2018–19      | HC Kometa Brno          | ČHL          | 48  | 5             | 2             | 7             | 40            | 10            | 0 | 1        | 1        | 14       |          |          |
| 2019–20      | HC Kometa Brno          | ČHL          | 37  | 0             | 2             | 2             | 32            | —             | — | —        | —        | —        |          |          |
| Celkem v ČHL | Celkem v ČHL            | Celkem v ČHL | 611 | 26            | 78            | 104           | 802           | 92            | 5 | 12       | 17       | 240      |          |          |
| Celkem v NHL | Celkem v NHL            | Celkem v NHL | 46  | 0             | 2             | 2             | 47            | —             | — | —        | —        | —        |          |          |

## Reprezentace
| Rok                       | Tým                       | Soutěž                    | Z  | G | A | B | TM |
| ------------------------- | ------------------------- | ------------------------- | -- | - | - | - | -- |
| 2000                      | Slovensko 18              | MS-18                     | 6  | 0 | 2 | 2 | 8  |
| 2001                      | Slovensko 20              | MSJ                       | 7  | 0 | 0 | 0 | 2  |
| 2002                      | Slovensko 20              | MSJ                       | 7  | 1 | 0 | 1 | 4  |
| Juniorská kariéra celkově | Juniorská kariéra celkově | Juniorská kariéra celkově | 20 | 1 | 2 | 3 | 14 |